# Condado de Cabell
El condado de Cabell (en inglés: Cabell County), fundado en 1809, es uno de los 55 condados del estado estadounidense de Virginia Occidental. En el año 2000 tenía una población de 94 631 habitantes con una densidad poblacional de 133 personas por km². La sede del condado es Huntington.

## Geografía
Según la Oficina del Censo, el condado tiene un área total de 746 km² (288 mi²), de la cual 730 km² (281,9 mi²) es tierra y 16 km² (6,2 mi²) (2,23%) es agua.

### Condados adyacentes
- Condado de Mason - noreste
- Condado de Putnam - este
- Condado de Lincoln - sureste
- Condado de Wayne - suroeste
- Condado de Lawrence - oeste
- Condado de Gallia - norte

### Carreteras
- Interestatal 64
- U.S. Highway 52
- U.S. Highway 60
- Ruta de Virginia Occidental 2
- Ruta de Virginia Occidental 10
- Ruta de Virginia Occidental 152
- Ruta de Virginia Occidental 527
- Ruta de Virginia Occidental 193

## Demografía
En el 2000 la renta per cápita promedia del condado era de $28 479, y el ingreso promedio para una familia era de $37 691. En 2000 los hombres tenían un ingreso per cápita de $31 780 versus $22 243 para las mujeres. El ingreso per cápita para el condado era de $17 638. Alrededor del 19,20% de la población estaba bajo el umbral de pobreza nacional.

## Comunidades

### Ciudades, pueblos y villas
- Barboursville
- Huntington (parte en el condado de Wayne)
- Milton

### Comunidades no incorporadas
- Culloden (parte en el condado de Putnam)
- Lesage
- Ona
- Pea Ridge
- Salt Rock